# Mourmelon-le-Grand
Mourmelon-le-Grand ist eine französische Gemeinde mit 4984 Einwohnern (Stand 1. Januar 2022) im Département Marne in der Region Grand Est im Arrondissement Châlons-en-Champagne im Kanton Mourmelon-Vesle et Monts de Champagne.

## Geographie
Die Gemeinde liegt in der Trockenen Champagne, 22 Kilometer südöstlich von Reims. Nahe der Stadt befindet sich ein bedeutender Truppenübungsplatz der französischen Armee.

## Geschichte
1856 wurde durch Napoleon III. die Einrichtung des Militärstützpunkts angeordnet, die tatsächliche Einweihung erfolgte 1857. Im Ersten Weltkrieg wurden am 3. September 1914 der Ort und der Truppenübungsplatz von deutschen Truppen besetzt. Die sich zurückziehenden französischen Einheiten ließen große Mengen Ausrüstung, darunter einige Flugzeuge zurück. In der Schlussphase des Zweiten Weltkriegs wurde Ende 1944 in Mourmelon-le-Grand die 17. US-Luftlandedivision stationiert.
In Mourmelon-le-Grand befindet sich ein großer französischer Soldatenfriedhof.

## Bevölkerungsentwicklung
| Jahr                       | 1962 | 1968 | 1975 | 1982 | 1990 | 1999 | 2007 | 2018 |
| -------------------------- | ---- | ---- | ---- | ---- | ---- | ---- | ---- | ---- |
| Einwohner                  | 3518 | 4224 | 4066 | 3862 | 4240 | 4655 | 5044 | 5102 |
| Quellen: Cassini und INSEE |      |      |      |      |      |      |      |      |

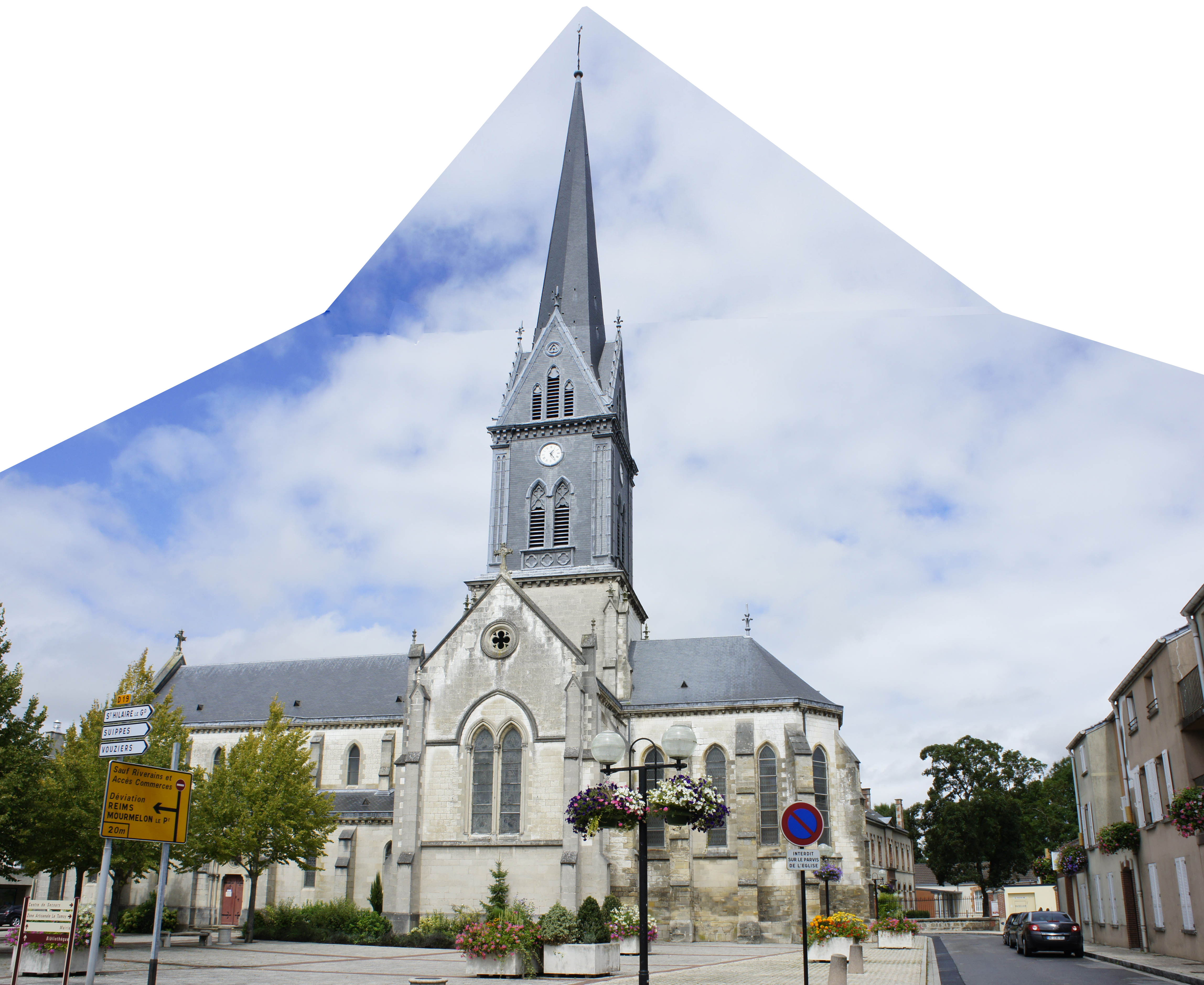
Kirche Saint-Laurent
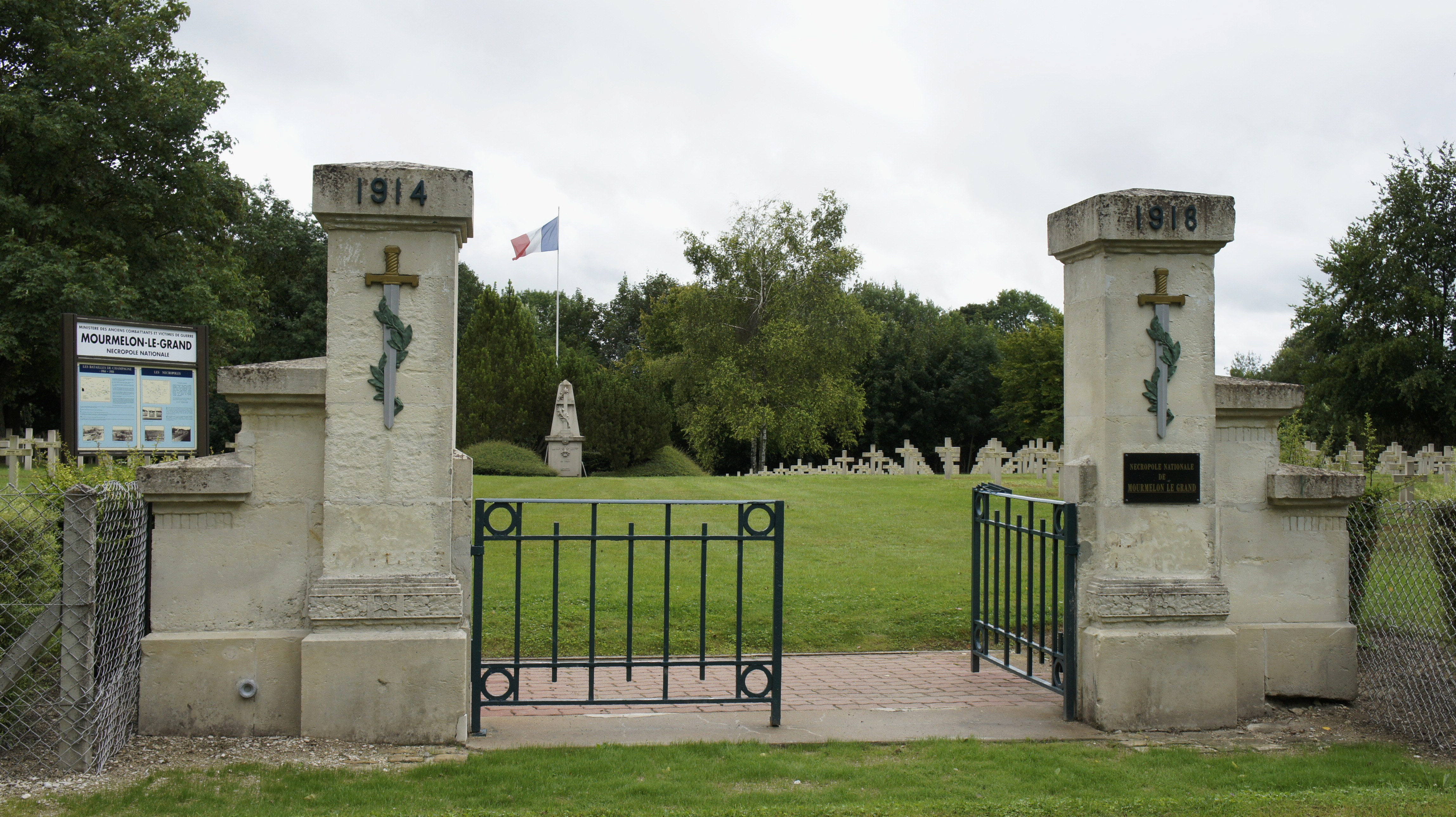
Eingang zum Soldatenfriedhof

## Persönlichkeiten
- Der französische Romanist und Literaturwissenschaftler Paul Dimoff (1880–1973) wurde in Mourmelon-le-Grand geboren.
- Der Widerstandskämpfer Oscar Verrier[2](1902–1944, Ceux de la Résistance (CDLR)) wurde auch dort geboren.